# William Buchan
Pour les articles homonymes, voir Buchan.
William Buchan est un médecin écossais, né en 1729 à Ancram (Angleterre) et mort en 1805.

## Biographie
William Buchan est né à Ancram, dans le Roxburghshire en 1729 où son père avait un petit domaine. Il commence ses études à Edimbourg en théologie avant de changer pour la médecine, tout en donnant des cours particuliers de mathématiques à côté. Il obtient son diplôme en 1758 puis devient chirurgien et apothicaire à une branche du nouveau hôpital Foundling à Ackworth dans le Yorkshire. Son salaire annuel est alors de 42 livres, sans compter la pension et le cheval. Pendant ces années, il écrit la dissertation de son medical degree pour l'Université d'Edimbourg : On the preservation of infant life (1761). Il quitte par la suite Ackworth pour exercer pendant quelques années à Sheffield avant de revenir à Edimbourg en 1766.
Dès 1769, il comprend que les médecins risquent de transporter les « miasmes » des maladies contagieuses et il leur recommande des mesures de propreté, ce qui fait de lui un des précurseurs de Semmelweis.
A côté de sa pratique, il donna des cours de philosophie naturelle, qui furent très populaire à l'époque.
Il décéda le 25 février 1805, et fut enterré au cloître de l'Abbaye de Westminster. Il laissa un fils, Alexander Peter Buchan, né à Sheffield en 1764 qui deviendra lui aussi médecin, au Westminster Hospital en 1813.

## Publications
- Médecine domestique (Domestic medicine of the family physician) ouvrage souvent réimprimé et traduit par Duplanil, Paris, 1789. Cet ouvrage popularise les travaux de Richard Russell publié en 1753 sous le titre  Les effets des bains de mer sur les glandes ;
- Conservateur des mères et des enfants, traduit par de Presle, 1804.